# Olga Máté
Olga Máté, wł. Olga Mauthner, po mężu Béláné Zalai (ur. 1 stycznia 1878 w Szigetvárze, zm. 5 kwietnia 1961 w Budapeszcie) – jedna z pierwszych węgierskich fotografek, najbardziej znana ze swoich portretów. Laureatka złotego medalu na międzynarodowej wystawie fotografii w Stuttgarcie w 1912 r. 

## Życiorys
Córka Lőrinca Mauthnera i jego żony Hanny z d. Spiegel. Miała czterech braci i siostrę. Gdy była jeszcze niepełnoletnia, rodzina zmieniła niemieckie nazwisko Mauthner na węgierskie Máté. Początkowo Lőrinc Mauthner zarabiał na życie jako kupiec, a jego żona zajmowała się krawiectwem na akord. Kiedy jednak rodzina przeniosła się do Budapesztu, ojciec zrezygnował z dotychczasowego zawodu i otworzył fabrykę szwalniczą. Olga Máté w Budapeszcie podjęła naukę zawodu fotografa, mimo faktu, że kobiety miały w ówczesnych Austro-Węgrzech ograniczone możliwości samodzielnego prowadzenia biznesu.
W 1899 roku Máté otworzyła własną pracownię przy ul. Fő 21 w Budapeszcie. Po kilku latach pracy, która pozwoliła jej zaoszczędzić pieniądze na ten cel, wyjechała w 1809 r. do Niemiec, by kształcić się w zakresie fotografii u Rudolfa Dührkoopa, Nicoli Perscheida i Hugo Erfurtha. Po dwóch latach nauki w Niemczech, od 1910 r. zaczęła brać udział w wystawach. Na jej fotografiach widać wpływ Dührkoopa: zamiast umieszczać swoich bohaterów w formalnych sceneriach, ukazywała ich w bardziej naturalnych pozach. Ponadto byli oni umieszczani na jasnym tle, aby widz skupiał wzrok na ciemniejszym temacie dzieła. W 1910 r. odniosła znaczny sukces na Wystawie Powszechnej w Budapeszcie. W następnym roku wystawiała swoje prace w Londynie na London Salon of Photography, a jej fotografie spotkały się z pozytywnym odbiorem krytyków.
Po powrocie do Budapesztu kontynuowała działalność artystyczną. Tworzyła fotografie o różnorodnej tematyce, m.in. akty, krajobrazy miejskie, fotografie reklamowe, martwe natury, ale największą popularność zyskiwały wykonywane przez nią portrety. Była pionierką nowoczesnej fotografii portretowej na Węgrzech. W 1911 roku zaczęła publikować w czasopiśmie „A Fény” (Światło). W 1912 roku otworzyła pracownię przy ul. Pálné Veres 12 i zamieszkała w mieszkaniu nad pracownią. Jesienią tego roku poślubiła filozofa i naukowca Bélę Zalaia, wdowca z dwójką dzieci. Zarówno jej studio, jak i jej dom były miejscami spotkań intelektualistów, artystów, filozofów, miejscem dyskusji. Była także jedną z nielicznych węgierskich kobiet-fotografek, które odniosły sukces komercyjny.
W kręgu jej znajomych zawsze znajdowali się artyści, tacy jak architekt Lajos Kozma, gobeliniarka i malarka Noémi Ferenczy czy Imre Kner i jego rodzina. Po ślubie z Zalaiem w otoczeniu Máté pojawili się również tacy intelektualiści i artyści jak Béla Balázs, Paul Dienes, János Fogarasi, Arnold Hauser, Gyula Juhász, György Lukács, Karl Mannheim i inni. Wykonała portrety wielu osób z kręgu swoich znajomych, a także innych postaci węgierskiego życia publicznego. Do jej najbardziej znanych dzieł należą portrety Mihálya Babitsa i Margit Kaffki. Współpracowała ze szkołą tańca nowoczesnego Isadory Duncan, wielokrotnie fotografując tancerki na scenie i poza nią. 
Máté w 1912 r. wystawiła swoje prace na Międzynarodowej Wystawie Fotografów w Stuttgarcie i zdobyła, razem z Józsefem Pécsi, złoty medal. W 1913 r. została zaproszona przez Rosikę Schwimmer do wykonania zdjęć na Siódmej Konferencji Międzynarodowego Sojuszu na rzecz Praw Wyborczych Kobiet. Działała w węgierskim ruchu feministycznym.
W 1914 roku Máté wystawiła swoje prace na wystawie Professional Photographers Society w Nowym Jorku. W tym samym roku jej mąż został powołany do służby wojskowej w I wojnie światowej. Dostał się do niewoli w grudniu 1914 r. i zmarł na tyfus 2 lutego 1915 r. w obozie jenieckim w Omsku.  
Po klęsce rewolucji węgierskiej 1919 r. Máté ukryła na poddaszu swojego domu Györgyego Lukácsa, pomagając mu uniknąć aresztowania na fali białego terroru. Lukács i Ottó Korvin na polecenie Béli Kuna pozostali w Budapeszcie, by w podziemiu zreorganizować ruch komunistyczny. Zadanie to okazało się niemożliwe do zrealizowania: Ottó Korvin został aresztowany, a po jego zatrzymaniu Lukács zbiegł do Austrii. Máté pomogła również w ucieczce Jenő Hamburgerowi i innym poszukiwanym działaczom, za co została ukarana sądownie.
W latach dwudziestych i trzydziestych XX wieku jej kompozycje uległy przeobrażeniom. Rzadziej tworzyła w pracowni, częściej fotografowała w plenerze, a ostre kontrasty czerni i bieli, charakterystyczne dla jej wcześniejszych prac, zastąpiły odcienie sepii. Zmieniła się również tematyka – fotografka ukazywała teraz klasę robotniczą, a nie elity państwa. Zainspirowana niemieckim ruchem Neues Sehen zaczęła również częściej fotografować nowoczesną architekturę, ukazywać miasto i grę światła i cienia w miejskim krajobrazie. W 1922 r. zorganizowała wystawę w Muzeum Sztuk Stosowanych. Od 1934 r. dzieliła pracownię ze swoim uczniem Ferencem Haárem. Gdy w 1937 roku Haàr przeprowadził się do Paryża, Máté zamknęła własne studio i w następnym roku zatrudniła się w pracowni Mariana Reismanna, który również był wcześniej jej uczniem. 
Choć Máté była jedną z pierwszych zawodowych fotografek na Węgrzech, zmarła w 1961 r. w zapomnieniu. Została pochowana na cmentarzu Farkasréti w Budapeszcie.